# Identifikace hrozeb
Identifikace hrozeb zajišťuje rozpoznání možných příčin, díky kterým by mohlo dojít k ohrožení počítačového systému.

## Rozdělení
Hrozby vůči nějakému počítačovému systému můžeme rozdělit do dvou druhů:
1. podle původu:
  - přírodní původ – v případě zemětřesení systém selže
  - lidská chyba
    - například: Připojení průmyslového vysavače o velkém výkonu uklízečkou do zásuvky v blízkosti serverovny, což může způsobit vyhození pojistek a výpadku celé serverovny.

  - hacking
  - sabotáž
    - například: Největší a nejznámější sabotáž byla způsobena speciálním počítačovým virem, který nakazil íránské počítače používané k řízení centrifug pro zvýšení obsahu koncentrace uranu. Takto Izraelci na rok vyřadili efektivně Írán z programu obohacování uranu.
2. podle cíle:
  - možný útok na software způsobený chybami v softwaru, kdy nám tyto chyby mohou otevírat dveře pro útoky
  - lidské zdroje → sociální inženýrství
  - technické prostředky → fyzické narušení systému

## Vznik chyby v softwaru
Existují tři druhy vzniku chyby:

### Při návrhu
Před začátkem každého programu, by měl programátor provést návrh řešení, který je velmi důležitý při programování v komerčním prostředí, kde v převážné většině programátoři provádějí jenom to co mají v zadání. Mnohdy mají naprogramovat například funkci s parametry a, b, c vracející d, e, f a o více se nemá starat vůbec, pokud by se snad staral může se jevit jako zbytečně aktivní a mohl by ohrožovat chod firmy a mohl by být také vyhozen. Naopak kdybychom chtěli například programovat do jádra Linuxu musíme mít odborné znalosti, nejprve si nastudovat příslušnou problematiku, sami si navrhnout nějaké řešení, poté provést jeho implementaci se kterou nám může někdo pomoci a nakonec si sami opravit chyby.
Chyby mohou také vzniknout při chybně navrženém nebo vybraném programu či operačním systému.
Existují speciální systémy Secure by Design → Systémy od začátku navržené tak, aby byly bezpečné, což je velmi důležité, protože když dojde ke špatnému návrhu, tak se s tím dá těžko něco dělat.
Vlastnosti systému, ať už se jedná o Linux nebo Windows, mají jednoho správce, který umožňuje úplně vše, takže i kdybychom chtěli sebevíce, tak systém bezpečnější nebude. Možná bychom zaimplementovali nějaké doplňující mechanizmy, ale reálně se bezpečnost systému nezvýší. Pokud se vlivem nějaké chyby někdo jiný stane správce, tak za sebou dokáže zamést stopy a bude se chovat jako absolutní vládce v počítači a my s tím nic nezmůžeme. V tuto chvíli veškeré bezpečnostní mechanizmy přestávají mít smysl, protože systém není navržený tak, aby byl schopný zabránit správci v provádění akcí.

### Při implementaci
Programátorská chyba může způsobit zranitelnost, kterou poté využívá program exploit.

### Při provozu
Chyba při provozu může vzniknout špatnou implementací nebo nastavením programu. Typicky se jedná o chybu vyvolanou obsluhou počítačového systému.
- například: Zálohování nebo nastavení příliš jednoduchého hesla.